# Prix Les Inrockuptibles
Le prix Les Inrockuptibles est un prix littéraire créé par le magazine culturel Les Inrockuptibles récompensant 5 catégories de livres dont les premiers lauréats ont été dévoilés le 17 novembre 2020 à Paris.

## Vocation
Le magazine culturel Les Inrockuptibles a pour objectif en créant ce prix de mettre en valeur, au delà du cercle de ses lecteurs, les œuvres littéraires qui « sont apparues comme les plus fortes, les plus essentielles, les plus importantes, les plus audacieuses et les plus marquantes de l’année ».

## Catégories
Le prix est décerné dans cinq catégories différentes et pour chacune le jury est exclusivement composé de membres du journal : 
- Prix du roman (ou récit littéraire) français ;
- Prix du roman (ou récit littéraire) étranger ;
- Prix du premier roman ;
- Prix de l’essai ;
- Prix de la bande dessinée.

## Parrains
Le prix est parrainé lors de sa création par Christophe Honoré, cinéaste, metteur en scène et écrivain, puis dans les éditions suivantes par les lauréats Éric Reinhardt et Christine Angot.

## Lauréats

### Prix du roman français
- 2020 : ex æquo Constance Debré pour Love Me Tender (Flammarion) et Éric Reinhardt pour Comédies françaises (Gallimard)[2],[3].
- 2021 : Christine Angot pour Le Voyage dans l'Est (Flammarion)[4].
- 2022 : Lola Lafon pour Quand tu écouteras cette chanson (Stock)[5].
- 2023 : Neige Sinno pour Triste tigre (P.O.L.)[6].
- 2024 : Edouard Louis pour L'effondrement (Le Seuil)[7].

### Prix du roman étranger
- 2020 : Aharon Appelfeld pour Mon père et ma mère (Éditions de l’Olivier), traduit de l’hébreu par Valérie Zenatti[8]
- 2021 : Ocean Vuong pour Un bref instant de splendeur (Gallimard), traduit de l’anglais par Marguerite Capelle[9]
- 2022 : Eileen Myles pour Chelsea girls (éditions du sous-sol)[10]
- 2023 : Cristina Rivera Garza pour L'invincible été de Liliana (Globe)[11]
- 2024 : Justin Torres pour Blackouts (Éditions de l’Olivier)[12]

### Prix du premier roman
- 2020 : Fatima Daas pour La petite dernière (Les éditions Noir sur blanc collection Notabilia)[8]
- 2021 : Dimitri Rouchon-Borie pour Le Démon de la colline aux loups (Le Tripode)[9]
- 2022 : Maria Larrea pour Les Gens de Bilbao naissent où ils veulent (Grasset)[10]
- 2023 : Élise Goldberg pour Tout le monde n’a pas la chance d’aimer la carpe farcie (Verdier)[11]
- 2024 : Louise Bentkowski pour Constellucination (Verdier)[12]

### Prix de l’essai
- 2020 : Sandra Lucbert pour Personne ne sort les fusils (Seuil) [8]
- 2021 : Mona Chollet pour Réinventer l’amour. Comment le patriarcat sabote les relations hétérosexuelles (Zones/La Découverte)[9]
- 2022 : Paul Audi pour Troublante identité (Stock)[10]
- 2023 : Tal Madesta pour La Fin des monstres (La Déferlante) et Reiner Stach pour Kafka – Le temps des décisions (Le Cherche Midi)[11]
- 2024 : Kaoutar Harchi pour Ainsi l’animal et nous (Actes Sud)[12]

### Prix de la bande dessinée
- 2020 : Florence Dupré la Tour pour Pucelle (Dargaud)
- 2021 : Antoine Maillard  pour L’Entaille (Cornélius)
- 2022 : Luz et Virginie Despentes pour Vernon Subutex (Albin Michel)
- 2023 : Nine Antico pour Madones et putains (Dupuis)
- 2024 : Brecht Evens pour Le Roi Méduse 1 (Actes Sud BD)